# 庄最愛夏
庄最 愛夏（しょうも あいな、1986年6月25日-）は、シンガーソングライター・タレント。本名、庄毛 安那（しょうも あんな）。長野県茅野市出身。血液型O型。

## 概要
シンガーソングライターとして自身の楽曲を中心にライブを行う。
TikTok LIVE”Professional”「LIVE Pro」認定「圧ねぇ」として活動。
司会などタレントとしても幅広く活躍。

## 人物
- 高校ではバスケットボール部エースとしてインターハイ出場を経験。その後大学でもバスケットボールを続ける。
- マラソンでも全国大会出場経験あり。
- 特技『ダンス』[1]
- 尊敬しているアーティスト 沢田研二

## 略歴・主な活動
- 2011年4月～FM yokohama DJ パーソナリティー
- 2011年6月～FM-fuji DJ パーソナリティー
- 2011年8月 みなとみらいクイーンズスクエア横浜 「KPPL SUMMER JAM」 2ステージ出場
- 2011年10月 「Raise a fist!」CDデビュー
- 2011年10月 やまぶき街道朝市 長野県諏訪大社でチャリティーライブ
- 2012年 シンガーソングライターとして活動開始。Alannah Min×ANNAでユニット「Lanna's Secret」を結成しユニットでも活動中。
- 2012年5月 渋谷O-WEST Recreation Links Presents 『Mini Re:Creation』出演
- 2012年10月 やまぶき街道朝市 長野県諏訪大社でチャリティーライブ
- 2012年11月 渋谷O-WEST Recreation Links Presents 『Mini Re:Creation』出演
- 2012年12月 1stミニアルバム『カン・ビン・BAN!!』発売
- 2013年3月 第1回 庄毛安那 プチ歌謡・ディナーショー
- 2013年12月 ディナーショー限定発売CD 『マテ・マテカーニバル』発売
- 2013年12月 第2回 庄毛安那 プチ歌謡・ディナーショー
- 2014年4月 横浜ビブレ野外LIVE 出演
- 2014年9月 東京湾納涼船2014 スペシャルLIVE出演
- 2014年11月 ディナーショー限定発売CD 『ほてって ほたって』発売
- 2014年11月 第3回 庄毛安那 プチ歌謡・ディナーショー
- 2015年7月8月 東京湾納涼船2015 スペシャルLIVE出演
- 2015年7月 第二弾 ミニアルバム 『バカンスにしやがれ!!』全国リリース
- 2015年11月 ディナーショー限定発売CD 『パッション』発売
- 2015年11月 第4回 庄毛安那 プチ歌謡・ディナーショー
- 2015年12月 庄毛安那 クリスマス歌謡・ディナーショー
- 2016年4月 「思い つなぐ」 シングルCD発売
- 2016年7月9月 東京湾納涼船2016 スペシャルLIVE出演
- 2016年8月 舞台 友情～秋桜バラード～応援ソングに庄毛安那のオリジナル曲・『太陽の道』が選ばれる。
- 2016年8月 舞台 友情～秋桜バラード～応援ソング『太陽の道』シングルCDを発売
- 2016年8月 ディナーショー限定発売CD 『芯までパイナポー』発売
- 2016年8月 第6回 庄毛安那 プチ歌謡・ディナーショー
- 2016年9月 ムエタイ世界タイトルマッチ M-ONE 3rd 国歌独唱
- 2016年12月 ディナーショー限定発売CD 『だんごdeタンゴ』発売
- 2016年12月 第7回 庄毛安那 豪華ディナーショー
- 2017年2月 ライオンズクラブ100周年記念 薬物乱用防止キャンペーン
- 2017年2月 チャリティー歌謡・お笑いステージ in 大宮ソニックシティ 出演
- 2017年7.8月 東京湾納涼船2017 スペシャルLIVE出演
- 2017年8月 第66回 橋本七夕まつり ステージ
- 2017年10月 大正時代祭りで7万5千人の前で熱唱
- 2017年11月 ディナーショー限定発売CD 『パパイヤ』発売
- 2017年11月 第8回 庄毛安那プチディナーショー
- 2018年2月 シングル『朝までShowmore!!』配信にてリリース
- 2018年3月 シングル『枕』配信にてリリース
- 2018年8月 テレビ朝日『お願い!ランキング私って美人ですよね？』出演[2]
- 2018年8月 第67回 橋本七夕まつり ステージ
- 2018年10月 新座警察署 にて1日警察署長を務める
- 2018年10月 大正時代祭りで7万5千人の前で熱唱
- 2018年11月 ディナーショー限定発売CD 『キウイに夢中』発売
- 2018年11月 第9回 庄毛安那プチディナーショー
- 2018年12月 シングル『夢と生きる』配信にてリリース
- 2019年4月 新元号の歌「令和」女性アーティスト最速でリリース![3]
- 2019年6月 第三弾 ミニアルバム ANNAPIC TOKYO 2019』 リリース
- 2019年7月8月 東京湾納涼船2019 スペシャルLIVE出演
- 2019年8月 第69回 橋本七夕まつり ステージ
- 2019年10月 大正時代祭りで7万5千人の前で熱唱
- 2019年11月 ディナーショー限定発売CD 『76億7千万のスイカ』発売
- 2019年11月 第10回記念 庄毛安那ディナーショー in 新宿京王プラザホテル
- 2020年1月 アーティスト名を庄最愛夏に改名[4]
- 2020年4月 17Liveでの配信をスタート
- 2020年6月 17Liveでのエール数グローバルランクで新記録達成（25万エール)。シェア数、コメント数でもグローバルランク1位達成
- 2020年10月 キングジムオンライインフェアでナビゲーターを務める
- 2020年10月 シングル『リンゴスター』17ライブ限定リリース
- 2020年11月 17ライブ ゴールデンフェザー ベストシンガー部門世界ランク1位
- 2020年12月 シングル『リンゴスター』主要メディアにてオンラインリリース
- 2021年3月 17Liveで自身の持つグローバルランクエール数記録を更新（26万エール)
- 2021年4月 17Live配信スタート1周年記念オンラインライブ開催
- 2021年4月 シングル『寿司喰いてぇ』主要メディアにてオンラインリリース
- 2021年5月 シングル『祈り』主要メディアにてオンラインリリース
- 2021年6月 セルフプロデュースTickTok『風女』[5]開始を公表
- 2021年6月 シングル『明日も笑って』主要メディアにてオンラインリリース
- 2021年7月 ディナーショー限定シングル8曲【マテ・マテカーニバル】【ほてってホタって】【パッション】【芯までパイナポー】【だんご de タンゴ】【パパイヤ】【キウイに夢中】【76億7千万のスイカ】 主要メディアにて同時オンラインリリース
- 2021年8月 17ライブイベント「銀シャリ番組争奪戦」1位
- 2021年8月 シングル『家事は嫌だ』主要メディアにてオンラインリリース
- 2021年9月 ニッポン放送「銀シャリのおトぎばなし」出演
- 2021年9月 シングル『誰かの為に』主要メディアにてオンラインリリース
- 2021年10月 シングル『邪魔すんな』主要メディアにてオンラインリリース
- 2021年11月 17ライブ ゴールデンフェザー ベストエンターテナー部門2位 世界ランク3位
- 2021年11月 シングル『やさしさのチカラ』主要メディアにてオンラインリリース
- 2021年12月 シングル『思い つなぐ』主要メディアにてオンラインリリース
- 2021年12月  ニッポン放送 特番「神田莉緒香のKANDAFUL RADIO」出演
- 2021年12月 シングル『年女』主要メディアにてオンラインリリース
- 2021年12月  17ライブ フジテレビ系音楽情報番組「Tune」コラボイベント総合3位
- 2022年1月 シングル『朝空』主要メディアにてオンラインリリース
- 2022年2月 シングル『Noisy』主要メディアにてオンラインリリース
- 2022年3月 2年ぶりとなるライブ『庄最愛夏　誕生日の次の日2022』チケット先行予約開始
- 2022年3月 シングル『進め！』主要メディアにてオンラインリリース
- 2022年4月 1日よりTiktokでライブ配信スタート
- 2022年6月 18日 オリジナルグッズブランド「THE SUPER STAR」シリーズ発表
- 2022年6月 19日『誕生日の次の日 2022』ライブ当日限定オリジナルカクテル【おCOCKTAIL様】発表
- 2022年6月 20日 初のベストアルバム【おBEST様】発表
- 2022年6月 26日 『誕生日の次の日 2022』ライブを コットンクラブ (丸の内)にて開催
- 2022年7月 6日 初のベストアルバム【おBEST様】発売開始
- 2022年7月 東京湾納涼船2022 3年ぶりにスペシャルLIVE出演
- 2022年7月 TikTokフォロワー獲得イベント総合6位
- 2022年8月 渋谷クロスFM「オフィス・イヴのYouTube研究室！」出演
- 2022年11月 4日 第11回ディナーショー2022 ザ・リッツ・カールトン東京にて開催
- 2022年12月27日 TikTok LIVE ALL STRAS 2022 「音楽部門」　第1位獲得[6]
- 2023年1月21日 TikTok LIVE「トレンドの森」〜具志堅用高 TikTok LIVE はじめます〜 に森の妖精圧ねぇとして出演
- 2023年1月24日 SHIBUYA PLEASURE PLEASUREにて開催の「LOOP〜イヴェール〜」にスペシャルゲストとして出演
- 2023年1月28日 TikTok LIVE「トレンドの森」〜松崎しげる TikTok LIVE はじめます〜 に森の妖精圧ねぇとして出演
- 2023年3月10日 TikTok LIVEクリエイターがTikTok LIVEの知識やコツを学べる TikTok LIVEクリエイター向けの公式ポータルサイト「LIVE Creator Hub」[7]のアンバサダーに就任
- 2023年6月9日 TikTokにて、優れたTikTok LIVEクリエイターの証である「LIVE Pro」認定制度[8]に初代ライブクリエイター5名の中に『圧ねぇ』が認定される。
- 2023年6月 25日 『庄最愛夏 誕生日のその日』ライブを コットンクラブ (丸の内)にて開催
- 2023年7月 16日 『TikTok Creative Festival in OSAKA』メインMCで出演
- 2023年9月 2日 　バンコク日本博2023出演
- 2023年9月 16日 『TikTok Creative Festival in NAGOYA』メインMCで出演
- 2023年10月 5日 テレビ岩手「5きげんテレビ」に出演
- 2023年11月 3日 第12回ディナーショー2023 東京 京王プラザホテルにて開催
- 2023年12月 9日 第13回ディナーショー2023 大阪 南千里クリスタルホテルにて開催
- 2023年12月 13日 TikTok LIVE All Stars 2023 「音楽部門」　第1位獲得 2連覇達成
- 2023年12月 14日 TikTok Creator Awards Japan 2023 にて音楽部門表彰
- 2024年1月 4日 サンテレビ マーブルTVにて「庄最愛夏ディナーショー2023　大阪」の密着インタビュー放映
- 2024年6月 22日 バースデーワンマン『誕生日の3日前2024』Billboard Live TOKYO開催
- 2024年8月 20日 「1分deトレンドシェア キリヌキ可TV 〜ウチのキリヌキはご自由に〜」(フジテレビ)レギュラー出演
- 2024年9月 1日 「藤井貴彦のふるまい酒」(satonoka 4K/ TV)に出演
- 2024年12月 TikTok LIVE All Stars 2024 「音楽部門」出演
- 2025年2月 「水木英昭プロデュース20周年記念公演第二弾！「あの日あの時あの場所の歌Vol.3」出演
- 2025年4月 「新座牡丹鑑賞会開園セレモニー」出演
- 2025年6月 全国4都市を巡るツアー「fun! funny! feel! find!!!2025」スタート

## ディスコグラフィ

### シングル（デジタルリリース）
| 発売日         | タイトル                       | 品番     | 名義     | 作詞・作曲                          |
| -------------- | ------------------------------ | -------- | -------- | ----------------------------------- |
| 2018年2月24日  | 朝までShow More!!              | TYE-1801 | 庄毛安那 | 作詞 庄毛安那/作曲 M.Naito          |
| 2018年3月24日  | 枕 makura                      | TYE-1802 | 庄毛安那 | 作詞 庄毛安那/作曲 庄毛安那&M.Naito |
| 2018年12月     | 夢と生きる                     | TYE-1804 | 庄毛安那 | 庄毛安那                            |
| 2019年4月2日   | 令和                           | TYE-1901 | 庄毛安那 | M.Naito                             |
| 2020年12月23日 | リンゴスター                   | TYE-2001 | 庄最愛夏 | 庄最愛夏                            |
| 2021年4月14日  | 寿司喰いてぇ                   | TYE-2101 | 庄最愛夏 | 庄最愛夏                            |
| 2021年5月26日  | 祈り                           | TYE-2102 | 庄最愛夏 | 作詞 庄最愛夏/作曲 庄最愛夏&M.Naito |
| 2021年6月30日  | 明日も笑って                   | TYE-2103 | 庄最愛夏 | 作詞 庄最愛夏/作曲 M.Naito          |
| 2021年7月29日  | The Best Summer                | TYE-2104 | 庄最愛夏 | 作詞 庄最愛夏/作曲 M.Naito          |
| 2021年8月1日   | マテ・マテカーニバル           | TYE-2105 | 庄毛安那 | 庄毛安那                            |
| 2021年8月1日   | ほてって ホタって              | TYE-2106 | 庄毛安那 | 庄毛安那                            |
| 2021年8月1日   | パッション                     | TYE-2107 | 庄毛安那 | 庄毛安那                            |
| 2021年8月1日   | 芯までパイナポー               | TYE-2108 | 庄毛安那 | 庄毛安那                            |
| 2021年8月1日   | だんごdeダンゴ                 | TYE-2109 | 庄毛安那 | 作詞 庄毛安那/作曲 M.Naito          |
| 2021年8月1日   | パパイヤ                       | TYE-2110 | 庄毛安那 | 庄毛安那                            |
| 2021年8月1日   | キウイに夢中                   | TYE-2111 | 庄毛安那 | 庄毛安那                            |
| 2021年8月1日   | 76億7千万のスイカ              | TYE-2112 | 庄毛安那 | 庄毛安那                            |
| 2021年8月30日  | 家事は嫌だ                     | TYE-2113 | 庄最愛夏 | 庄最愛夏                            |
| 2021年9月30日  | 誰かの為に                     | TYE-2114 | 庄最愛夏 | 作詞 庄最愛夏/作曲 M.Naito          |
| 2021年10月31日 | 邪魔すんな                     | TYE-2115 | 庄最愛夏 | 作詞 庄最愛夏/作曲 M.Naito          |
| 2021年11月30日 | やさしさのチカラ               | TYE-2116 | 庄最愛夏 | 作詞 庄最愛夏/作曲 M.Naito          |
| 2021年12月29日 | 年女                           | TYE-2118 | 庄最愛夏 | 作詞 庄最愛夏/作曲 M.Naito          |
| 2022年1月31日  | 朝空                           | TYE-2201 | 庄最愛夏 | 作詞 庄最愛夏/作曲 M.Naito          |
| 2022年2月28日  | Noisy                          | TYE-2202 | 庄最愛夏 | 作詞 庄最愛夏/作曲 M.Naito          |
| 2022年3月31日  | 進め！                         | TYE-2203 | 庄最愛夏 | 作詞 庄最愛夏/作曲 M.Naito          |
| 2022年11月4日  | 美しい世界                     | TYE-2206 | 庄最愛夏 | 作詞 庄最愛夏/作曲 M.Naito          |
| 2023年8月8日   | 自歯〜Ceramic Nothing〜        | TYE-2302 | 庄最愛夏 | 作詞 庄最愛夏/作曲 M.Naito          |
| 2023年10月17日 | ほてって ホタって (タイパVer.) | TYE-2303 | 庄最愛夏 | 庄毛安那/Remix M.Naito              |
| 2023年11月3日  | あたたかい世界                 | TYE-2305 | 庄最愛夏 | 作詞 庄最愛夏/作曲 M.Naito          |
| 2025年6月6日   | Determination                  | TYE-2506 | 庄最愛夏 | 作詞 庄最愛夏/作曲 M.Naito          |

## ミュージックビデオ・プロモーションビデオ
| 公開日         | 品番     | 曲名                                        |
| -------------- | -------- | ------------------------------------------- |
| 2014年5月27日  | TYE-1301 | 庄毛安那 マテ・マテカーニバル 販売促進VTR   |
| 2014年6月29日  |          | スキップ・ビート KUWATA BAND cover 庄毛安那 |
| 2014年9月12日  |          | 東京湾納涼船2014 庄毛安那スペシャルライブ   |
| 2014年9月24日  |          | SKIPPED BEAT ～original ver.～ 庄毛安那     |
| 2016年5月31日  | TYE-1602 | 芯までパイナポー                            |
| 2017年5月25日  | TYE-1502 | パッション                                  |
| 2017年8月3日   | TYE-1701 | パパイヤ                                    |
| 2018年2月17日  | TYE-1801 | 朝までShow More!!                           |
| 2018年3月17日  | TYE-1802 | 枕 makura                                   |
| 2018年6月15日  | TYE-1803 | キウイに夢中                                |
| 2018年9月11日  |          | 庄毛安那ってどんな人!? PV                   |
| 2018年12月24日 | TYE-1804 | 夢と生きる                                  |
| 2019年12月24日 | TYE-1901 | 令和                                        |
| 2019年5月8日   | TYE-1902 | Hair Dryer                                  |
| 2019年6月17日  | TYE-1902 | a little                                    |
| 2019年         | TYE-1903 | 76億7千万のスイカ                           |
| 2021年7月29日  | TYE-2104 | The Best Summer                             |